# 第62回日本レコード大賞
第62回日本レコード大賞（だい62かいにほんレコードたいしょう、英:THE 62ND JAPAN RECORD AWARDS）は、日本作曲家協会が主催する62回目の日本レコード大賞。2020年（令和2年）12月30日に新国立劇場中劇場にて発表音楽会が開催された。
発表音楽会の模様はTBSテレビ・TBSラジオをキーステーションに全国で放送された。なお新型コロナウイルス感染症の流行の影響で一般観覧は行われなかった。
ノミネートおよび各賞発表は、11月20日に主催者から発表された。

## 概要
- 例年、各賞発表は11月16日頃に発表されていたが、例年より遅く、上記の通り11月20日に発表された。
- また、コロナ禍の影響で配信のみでリリースされた作品が多くノミネートされた。アルバム大賞・作詞賞・作曲賞・編曲賞・功労賞・企画賞などは選定されず、授賞式当日のステージでは特別企画を行った。
- 総合司会は12月11日に発表され、吉岡は初担当、安住は9年連続9回目の担当となった[5]。プレゼンターも、大賞は例年通り安住が、最優秀新人賞は吉岡が務めた。またラジオ中継進行は12月10日に発表され、駒田が9年連続の担当となった[6]。
- この年12月31日をもって活動休止する嵐の功績を称え「特別栄誉賞」が授与された。嵐の日本レコード大賞出演は今回が初で、ジャニーズ事務所所属の歌手の受賞・歌唱は2010年・第52回に最優秀歌唱賞を受賞した近藤真彦以来となる[7][8][9]。
- 特別功労賞を受賞した服部克久は息子の服部隆之が出演し、父・服部克久の作品の一つである「ザ・ベストテン」のテーマ曲の演奏時に指揮した。
- 最優秀新人賞は真田ナオキが受賞。男性演歌歌手での最優秀新人賞受賞は2018年（第60回）の辰巳ゆうと以来2年ぶり。
- 大賞は、LiSAが歌唱した「炎」に決定した。女性ソロ歌手の大賞受賞は2016年（第58回）の西野カナ以来4年ぶり。なお、アニメ作品に使用された楽曲がレコード大賞を受賞するのは2001年（第43回）の浜崎あゆみ「Dearest」以来19年ぶりとなった。
- 優秀作品賞・新人賞ではない一部受賞者は事前収録での歌唱となった。
- テレビ放送の関東地区平均世帯視聴率は、第1部（17:30 - 19:00）が前回より0.8ポイントアップの12.3%、第2部（19:00 - 22:00）が2.1ポイントアップの16.1%だった（いずれもビデオリサーチ調べ、リアルタイム）[10]。

## 放送時間
テレビ放送
- 17:30 - 22:00（JNN28局ネット）

ラジオ放送
- 18:00 - 22:00（JRNネット）
同時ネット: TBSラジオ（中継制作局）、CBCラジオ、大分放送[注 1]
19:00飛び乗り: 北海道放送、福井放送、北陸放送、琉球放送

## 司会

### 総合司会
- 安住紳一郎（TBSアナウンサー）
- 吉岡里帆

### 進行アナウンサー
- 江藤愛（TBSアナウンサー）

### ラジオ中継進行
- 駒田健吾（TBSアナウンサー）

### ナレーション
- ジョン・カビラ

## 受賞作品・受賞者一覧

### 日本レコード大賞
- 「炎」
  - 歌手: LiSA
  - 作詞: 梶浦由記・ LiSA
  - 作曲・編曲・プロデューサー: 梶浦由記
  - 所属事務所: ソニー・ミュージックアーティスツ
  - レコード会社:  SACRA MUSIC（ソニー・ミュージックレーベルズ）

### 優秀作品賞（大賞ノミネート作品）
- 三浦大知 「I'm Here」
- 純烈 「愛をください〜Don't you cry〜」
- Little Glee Monster 「足跡」
- 瑛人 「香水」※
- 乃木坂46 「世界中の隣人よ」※
- DISH// ｢猫～THE FIRST TAKE ver.～」 ※
- AKB48 「離れていても」※
- 氷川きよし 「母」
- DA PUMP 「Fantasista〜ファンタジスタ〜」
- LiSA 「炎」

※は配信リリースのみの作品

### 最優秀新人賞
- 真田ナオキ

### 新人賞（最優秀新人賞ノミネート）
- 真田ナオキ
- Novelbright
- 豆柴の大群
- Rin音

### 最優秀歌唱賞
- 福田こうへい

### 特別賞
- Uru
- 鬼滅の刃
- NiziU
- 松田聖子
- 米津玄師

### 特別功労賞
- 梓みちよ（歌手）
- 小林信吾（作曲家）
- ジャッキー吉川（ドラマー、ジャッキー吉川とブルー・コメッツ）
- 筒美京平（作曲家）
- なかにし礼（作詞家）
- 中村泰士（作曲家）
- 服部克久（作曲家）
- 弘田三枝子（歌手）
- 前田俊明（作・編曲家）
- 丸山雅仁（作・編曲家）

### 特別国際音楽賞
- BTS

### 特別栄誉賞
- 嵐

## テレビ中継スタッフ
- ナレーション：ジョン・カビラ
- 〈新国立劇場・中劇場〉
  - TM：森和哉
  - TP：泉井誠
  - TD：山根卓也
  - カメラ：小笠原朋樹
  - カムリモート：野坂和恵
  - テクノクレーン：坂野昇
  - VE：鈴木昭平
  - 照明デザイン：中川清志
  - 照明：鈴木博之
  - ムービング：鹿野功
  - 音声：相馬敦、中村全希
  - 音声アドバイザー：保土田剛
  - PA：井上忠紀、花田淳史
  - 音響効果：岡本智宏
  - 連絡回線：小池真一
  - プロンプター：田中晶子、小椋麻里子
- 美術プロデューサー：山口智広
- 美術デザイナー：宇野宏美、西出衣織
- 美術制作：桂誉和
- 装置：古川俊一、西川昌和、坂紀秀、相良比佐夫
- 大道具操作：村上武志、長島正行
- フロア装飾：渡邊卓也
- 美術メカシステム：庄子泰広
- 電飾：森田光俊、石井誠吾
- LEDグラフィック：五十嵐達也、市川元信
- プロジェクター：長嶋健司
- リアルタイムVFX：青木貴則
- 特殊効果：畑中力、樋口志保
- 花装飾：儀同博子
- 装飾：野呂利勝
- 楽器：高井啓光
- 衣装：原口恵理
- 持道具：下岸美香
- 化粧：坂本沙織
- CGプロデューサー：團野慎太郎
- CGデザイナー：森須裕紀
- 〈OAサブ〉
  - TD：鈴木康雄
  - VE：對間敏文
  - MIX：藤井勝彦
  - 音響効果：吉川裕也
  - テロップ：望月貴仁
  - VFE：竹内智子
  - 回線：見上純一、清水陽平
  - 収録センター：大江剛史、菅野淳悟
  - 編集：林隆弘
  - MA：下條亨介
  - TK：飯塚愛美
  - 演出：樋江井彰敏
- JNN技術応援：MBS
- 技術協力：東通、TBSテックス、ティ・エル・シー、エヌ・エス・ティー、TAMCO、アックス、ラ・ルーチェ、テクト、NEXION、J-crew、PRG、RISING、三穂電機
- 衣装協力：CHAIMET PARIS、HUGO BOSS
- 資料協力：CANシステム、USEN、JOYSOUND、第一興商、Billboard JAPAN、オリコン
- 協力：新国立劇場運営財団
- 感染防止対策監修：東京慈恵会医科大学 嘉糠洋陸
- 構成：伊藤正宏、中野俊成／小泉泰成、羽柴拓
- 編成：佐藤美紀
- 宣伝：鈴木慎治、山岸信良、小林恵美子、吉原瑠那
- 公開：廣中信行、松元裕二、橋本祐太、中垣雄稀、麻生みのり
- TK：長谷川道子
- デスク：小川伸子
- MC担当：安永洋平、赤阪千明、片山裕達、松本佳奈子
- プロンプター：伊藤良美
- アナブース：深谷俊介
- 音Q：松木秀祐
- 網元：田邊和弘
- ステージ：永留佑城、大塚亮輔、久川奈緒子、久米慶一郎、阿部凌、佐藤康昭
- 制作協力：BMC
- 演出スタッフ：鈴木秀昭、渡辺沙織、大賀ゆかり、橘信吾、熊谷侑菜、廣瀬大亮、南朱里、小川新、橋本彩加、工原紅音、伊東慶太朗、小関美保子、松本幸子
- マネージメントプロデューサー：吉橋隆雄、篠塚純
- アシスタントプロデューサー：鹿渡弘之、神田祐子／原田康弘、山縣奈緒
- ディレクター：伊藤雄介、細谷知世、清宮嘉浩、有田直美、橋本詳吾、越當陽子
- 舞台監督：植木修一
- ライブ演出：柴田猛司
- 演出：河本恭平
- 総合演出：原田薫
- 担当プロデューサー：服部英司、竹永典弘、髙宮望、時松隆吉
- チーフプロデューサー：大木真太郎
- 制作プロデューサー：落合芳行
- 制作：TBSテレビコンテンツ制作局バラエティ制作一部・制作二部
- 製作著作：TBS

## ゲスト
前年に続いて特別企画として、以下の3組が平成に亡くなった歌手の楽曲のカバーを披露した。
- 鈴木雅之 - RCサクセション（忌野清志郎）の「スローバラード」を歌唱した。
- 島津亜矢 - テレサ・テンの「つぐない」と「時の流れに身をまかせ」を歌唱した。
- 加藤史帆、齊藤京子（以上日向坂46） - ザ・ピーナッツの「恋のバカンス」を歌唱した。